# Mouriri emarginata
Mouriri emarginata är en tvåhjärtbladig växtart som beskrevs av August Heinrich Rudolf Grisebach. Mouriri emarginata ingår i släktet Mouriri och familjen Melastomataceae.
Artens utbredningsområde är Kuba. Utöver nominatformen finns också underarten M. e. rostrata.